# 何太庚
何太庚（1559年—？），字吉父，號昌海，廣東廣州府番禺縣軍籍，順德縣人，明朝政治人物。

## 生平
萬曆十年（1582年）壬午科廣東鄉試十八名舉人，萬曆十四年（1586年）丙戌科會試一百三十八名，登三甲第一百六名進士。都察院观政，

## 家族
曾祖何瑜，歲貢，任祁門丞致仕，鄉飲正賓，祀名宦；祖父何法；父何紹舒。母陳氏。具庆下。兄以許、以諾、以諗、以託。弟何豸（己酉解元）、何與倫（己卯舉人）、何麐、何驄、何駷、何彪、何以諒。